# Amaq
Amaq News Agency (en árabe: وكالة أعماق الإخبارية) se presenta como una agencia de noticias. De acuerdo con el New York Times, es un portavoz de la propaganda del grupo terrorista Dáesh y de sus milicias y filiales.
Amaq coloca permanentemente noticias mediante el servicio encriptado de Telegram, ya que, por el contrario, en Twitter y WhatsApp este servicio es anónimo. En la página de la agencia se difunden alertas, artículos y vídeos que el periodismo del mainstream pueden destacar publicándolos bajo los rótulos de Breaking News y  «exclusivo». Amaq publica mensualmente gráficos informativos con los «mártires del califato»; allí se listan los atentados suicidas realizados por los combatientes del Dáesh.

## Historia
La agencia apareció por primera vez en Siria, en agosto de 2014 durante la batalla por la ciudad siria-kurda de Kobane, en la frontera con Turquía, como la voz del Dáesh. Según los expertos, en esa oportunidad los combatientes del grupo terrorista compartieron informaciones actuales en sus perfiles privados en Internet y a través de mensajes breves cifrados marcados con la palabra clave «Amaq». La palabra árabe Amaq significa «las profundidades» y se refiere, según la periodista Sabine Rossi, a la profundidad con la que el medio informa sobre la red del Daesh.
Amaq desarrolló una aplicación móvil propia para Android. El grupo de hackers Ghost Security Group descubrió la aplicación y difundió las «Amaq News» en los países occidentales. Mientras los servicios de seguridad vigilan a Twitter y Facebook, comunicar noticias de manera anónima es posible si se realiza a través de una aplicación propia.

## Internet
El sitio Internet de Amaq tiene que cambiar frecuentemente su dirección debido a que las autoridades de seguridad eliminan continuamente los dominios correspondientes. La propaganda de Amaq se difunde paralelamente a través de los servicios de mensajería de Telegram o se retuitean a través de la plataforma de Twitter.

## Recepción
El New York Times ha escrito sobre el carácter de la agencia: 

La agencia tiene noticias exclusivas, porque recibe datos y consejos directamente del Daesh; para aquellos entre nosotros que estamos afectados por el terrorismo, Amaq se convirtió en un medio de «lectura obligada» cada vez que nuevamente estallaba alguna bomba.